# Zatiesy
Zatiesy (ros. Затесы) – wieś (ros. деревня, trb. dieriewnia) w zachodniej Rosji, w osiedlu wiejskim Pieriewołoczskoje rejonu rudniańskiego w obwodzie smoleńskim.

## Geografia
Miejscowość położona jest 0,5 km od granicy z Białorusią, 3 km od drogi regionalnej 66N-1613 (Krugłowka / R120 – Mogilno – Odrino), 9,5 km od drogi federalnej R120 (Orzeł – Briańsk – Smoleńsk – granica z Białorusią), 10 km od przystanku kolejowego (462 km), 20 km od centrum administracyjnego osiedla wiejskiego (Pieriewołoczje), 16 km od centrum administracyjnego rejonu (Rudnia), 80 km od Smoleńska.
W granicach miejscowości znajdują się ulice: Lesnaja, Pobiedy, Polewaja, Sołniecznaja.

## Demografia
W 2010 r. miejscowość zamieszkiwało 13 osób.

## Historia
W czasie II wojny światowej od lipca 1941 roku wieś była okupowana przez hitlerowców. Wyzwolenie nastąpiło w październiku 1943 roku.
Uchwałą z dnia 20 grudnia 2018 roku w skład jednostki administracyjnej Pieriewołoczskoje weszły wszystkie miejscowości (w tym Zatiesy) zlikwidowanego osiedla wiejskiego Krugłowskoje.